# Yu o wakasuhodo no atsui ai
Pour plus de détails, voir Fiche technique et Distribution.
Yu o wakasuhodo no atsui ai (湯を沸かすほどの熱い愛), parfois connu sous son titre anglais Her Love Boils Bathwater, est un film dramatique japonais réalisé par Ryōta Nakano (ja) et sorti en 2016.

## Synopsis
Futaba, qui tenait un sentō avec son mari Kazuhiro, a fait une pause après la disparition de ce dernier et subvient aux besoins de sa fille Yasumi en travaillant à temps partiel comme employée de boulangerie. Un jour, elle s'effondre au travail et lorsqu'elle se rend à l'hôpital pour un bilan de santé, on lui annonce qu'elle est atteinte d'un cancer en phase terminale ; elle est déprimée d'apprendre qu'il ne lui reste que quelques mois à vivre, mais elle se rend vite compte de tout ce qu'il lui reste à faire et se défend.
Tout d'abord, elle doit aider Azumi, qui a été victime de brimades et qui est sur le point de ne plus aller à l'école, à se remettre sur pied afin qu'elle puisse dire ce qu'elle a à dire à ses camarades de classe. Elle doit également ramener Kazuhiro, qui a disparu, rouvrir l'établissement de sentō et reconstruire sa famille. Futaba, avec sa force naturelle et son amour profond, accomplit une tâche après l'autre. En même temps qu'elle renoue avec Kazuhiro, elle recueille également sa belle-fille Ayuko, et reconstruit la famille d'une manière respectable. En outre, elle laisse son mari à la maison et voyage avec ses filles. Son but est d'amener Yasumi, qui n'est pas sa fille biologique, à rencontrer sa vraie mère.

## Fiche technique
- Titre original japonais : Yu o wakasuhodo no atsui ai (湯を沸かすほどの熱い愛?)[3],[1] (litt. « L'amour fait bouillonner l'eau du bain »)
- Réalisateur : Ryōta Nakano (ja)
- Scénario : Ryōta Nakano (ja)
- Photographie : Yoshihiro Ikeuchi (ja)
- Montage : Takara Masahide
- Musique : Takashi Watanabe (ja)
- Société de production : Pipeline
- Pays de production :  Japon
- Langue originale : japonais
- Format : couleurs - 2,35:1 - Son Dolby Digital
- Durée : 125 minutes
- Genre : film dramatique
- Dates de sortie :
  - Corée du Sud : 7 octobre 2016 (Festival du film de Busan)
  - Japon : 27 octobre 2016 (Festival international du film de Tokyo) ; 29 octobre 2016[3]

## Distribution
- Rie Miyazawa : Futaba Sachino
- Hana Sugisaki : Azumi Sachino
- Joe Odagiri : Kazuhiro Sachino
- Tori Matsuzaka : Takumi Mukai
- Aoi Itō (ja) : Ayuko Katase
- Yukiko Shinohara (ja) : Kimie Sakamak
- Tarō Suruga (ja) : Takimoto